# Ilie Năstase
Ilie Năstase (født 19. juli 1946 i Bukarest, Rumænien) er en tidligere rumænsk tennisspiller, der var professionel fra 1969 til 1985. Han vandt igennem sin karriere intet mindre end 57 single- og 45 doubletitler, hvilket gør ham til sit lands ubetinget mest succesfulde tennisspiller, målt på resultater. Fra august 1973 til juni 1974 besad han førstepladsen på ATP's verdensrangliste.

## Grand Slam
Năstase vandt igennem sin karriere syv Grand Slam titler, to i herresingle, tre i herredouble og to i mixed double. Hans to triumfer i singlerækkerne kom ved US Open i 1972 og French Open i 1973. Førstnævnte kom i hus efter en dramatisk finalesejr i fem sæt over hjemmebanefavoritten Arthur Ashe. Udover de to sejre var han også tre gange tabende finalist i Grand Slam singlefinaler, blandt andet ved Wimbledon i 1972 og 1976.

## Grand Slam singletitler
- French Open:
  - 1973

- US Open:
  - 1972